# At (pel·lícula)
At (en turc, Cavall) és una pel·lícula turca del 1981 dirigida per Ali Özgentürk.

## Trama
Huseyin, que no vol que el seu fill sigui pobre i ignorant com ell, i desitja que estudiï i tingui una professió, deixa la seva dona al poble i se'n va a Istanbul amb el seu fill.
Decidit que el seu fill s'eduqui a qualsevol preu, Hüseyin comença a fer negocis a Istanbul. Però viure a Istanbul no és gens fàcil. Les condicions negatives perjudicaran a Hüseyin tant econòmicament com moralment.
La pel·lícula d'Ali Özgentürk, que va guanyar molts premis, entre ells a Itàlia, Espanya, Brasil i la Xina, explica de manera impressionant la tragèdia d'un pare i un fill que vénen del poble a la ciutat pel bé dels seus ideals i lluiten per viure a la ciutat.

## Repartiment
- Genco Erkal - Hüseyin
- Harun Yeşilyurt - Ferhat
- Güler Ökten - La dona boja el fill de la qual va morir
- Ayberk Colok
- Yaman d'acord - Remzi
- Selçuk Uluerguven
- Erol Demiröz - Hamus
- Macit Koper - Selim
- Remzi Ekmekçi
- Gulsen Tuncer
- Lütfü Engin
- Suna Selen
- Zeki Alpan - Mecanògraf
- Bektas Altinok - Gullu
- Ilhami Bekir - Poeta
- Sıdıka Duruer - Narcís
- Erdal Gulver
- Emin respectuós
- Mehmet Gureli

## Premis
- Festival Internacional de Cinema d'Antalya de 1982 - 2a millor pel·lícula (Ali Özgentürk)
- Festival Internacional de Cinema d'Antalya de 1982 - Millor actor (Genco Erkal)
- 1r Festival Internacional de Cinema de Tòquio (1985) - Premi Foment[2]
- III edició de la Mostra de València 1982 - Millor 3a pel·lícula[3]